# 蓮井良憲
蓮井 良憲（はすい よしのり、1923年（大正12年）2月5日 - 2019年（令和元年）9月26日）は、日本の法学者。専門は商法。九州大学教授、福岡大学教授を歴任。香川県出身。

## 略歴
- 香川県立高松中学校四年修了。
- 高知高等学校文科乙類を経て、
- 1947年（昭和22年） 京都大学法学部卒業、京都大学大学院入学。
- 近畿大学、香川大学、広島大学を経て、
- 1971年（昭和46年） 九州大学法学部教授。
- その後、福岡大学教授、大谷女子大学副学長。
- 2019年9月に死去。満96歳没[1]。

## 学会・社会的活動
九州地方鉱業協議会委員、福岡県水洗炭業審議会委員、福岡県消費生活審議会会長等を歴任。

## 著書

### 共著
- （平田伊和男）『会社法入門』（青林書院新社〈法学入門講座〉、1980年）
- （平田伊和男）『会社法入門〔改訂版〕』（青林書院新社〈法学入門講座〉、1982年）
- （平田伊和男）『会社法入門〔2訂版〕』（青林書院新社〈法学入門講座〉、1983年）
- （平田伊和男）『会社法入門〔3訂版〕』（青林書院〈法学入門講座〉、1991年）
- （平田伊和男）『会社法入門〔4訂版〕』（青林書院〈法学入門講座〉、1994年）
- （平田伊和男）『会社法入門〔5訂版〕』（青林書院〈法学入門講座〉、1995年）

### 編著
- 『商法講義（1）商法総則・商行為法』（法律文化社、1975年）
- 『商法講義（2）会社法』（法律文化社、1975年）
- 『商法講義（3）手形法・小切手法』（法律文化社、1975年）
- 『会社法――判例演習』（九州大学出版会、1980年）
- 『現代商法講義（1）商法総則・商行為法』（法律文化社、1980年）
- 『現代商法講義（2）会社法』（法律文化社、1980年）
- 『現代商法講義（3）手形法・小切手法』（法律文化社、1980年）
- 『現代商法講義（2）会社法〔新版〕』（法律文化社、1982年）
- 『手形法・小切手法』（法律文化社、1985年）
- 『会社法要説』（法律文化社、1987年）
- 『商法総則・商行為法要説』（法律文化社、1989年）
- 『会社法要説〔2訂版〕』（法律文化社、1991年）
- 『企業経営と法律――経営法学入門』（有信堂高文社、1992年）
- 『会社法要説〔3訂版〕』（法律文化社、1994年）
- 『会社法要論』（中央経済社、1994年）
- 『手形法・小切手法要論』（中央経済社？、1996年）
- 『企業経営と法律――経営法学入門〔第2版〕』（有信堂高文社、1997年）
- 『会社法要論〔第2版〕』（中央経済社、1998年）
- 『会社法要説〔4訂版〕』（法律文化社、1998年）
- 『商法総則・商行為法要説〔第2版〕』（法律文化社、1999年）
- 『会社法要説〔5訂版〕』（法律文化社、2001年）
- 『企業経営と法律――経営法学入門〔第3版〕』（有信堂高文社、2001年）
- 『企業経営と法律――経営法学入門〔第4版〕』（有信堂高文社、2003年）
- 『商法総則・商行為法要説〔第3版〕』（法律文化社、2003年）

### 共編著
- （服部栄三）『ワークブック商法――質問と解答』（有斐閣〈有斐閣選書〉、1973年）
- （川又良也・戸田修三）『基礎法律学大系（5 入門編）商法の基礎』（青林書院新社、1975年）
- （平田伊和男）『現代商法入門』（法律文化社〈現代法双書〉、1976年）
- （酒巻俊雄）『手形・小切手法』（青林書院新社〈青林双書〉、1978年）
- （高田源清）『日本企業立法史』（法律文化社、1978年）
- （畑博行）『基本法学入門』（有信堂高文社、1980年）
- （田辺康平）『手形法・小切手法――判例演習』（九州大学出版会、1981年）
- （服部栄三）『ワークブック商法――質問と解答〔新版〕』（有斐閣〈有斐閣選書〉、1982年）
- （平田伊和男）『現代商法入門〔新版〕』（法律文化社〈現代法双書〉、1982年）
- （服部栄三）『ワークブック商法――質問と解答〔第3版〕』（有斐閣〈有斐閣双書〉、1991年）
- （平田伊和男）『現代商法入門〔3訂版〕』（法律文化社〈現代法双書〉、1991年）
- （森淳二朗）『会社法――判例演習〔全訂版〕』（九州大学出版会、1991年）
- （森淳二朗）『新商法講義（2）会社法』（法律文化社、1991年）
- （森淳二朗）『新商法講義（1）商法総則・商行為法』（法律文化社、1992年）
- （森淳二朗）『新商法講義（3）手形法・小切手法』（法律文化社、1993年）
- （酒巻俊雄）『手形・小切手法』（青林書院〈青林法学双書〉、1993年）
- （平田伊和男）『現代商法入門〔4訂版〕』（法律文化社〈現代法双書〉、1994年）
- （森淳二朗）『新商法講義（2）会社法〔第2版〕』（法律文化社、1995年）
- （畑博行）『基本法学入門〔新版〕』（有信堂高文社、1997年）
- （平田伊和男）『現代商法入門〔5訂版〕』（法律文化社〈現代法双書〉、1998年）
- （森淳二朗）『新商法講義（1）商法総則・商行為法〔第2版〕』（法律文化社、1998年）
- （森淳二朗）『新商法講義（2）会社法〔第3版〕』（法律文化社、2000年）
- （平田伊和男）『新現代商法入門』（法律文化社〈現代法双書〉、2001年）
- （平田伊和男）『新現代商法入門〔第2版〕』（法律文化社〈現代法双書〉、2003年）
- （森淳二朗）『新商法講義（1上）商法総則〔第3版〕』（法律文化社、2003年）
- （森淳二朗）『新商法講義（1下）商行為法〔第3版〕』（法律文化社、2003年）
- （西山芳喜）『入門講義会社法』（法律文化社、2004年）
- （西山芳喜）『要説会社法』（法律文化社、2004年）
- （森淳二朗）『新商法講義（1上）商法総則〔第4版〕』（法律文化社、2006年）
- （森淳二朗）『新商法講義（1下）商行為法〔第4版〕』（法律文化社、2006年）
- （平田伊和男）『新現代商法入門〔第3版〕』（法律文化社〈現代法双書〉、2006年）
- （西山芳喜）『入門講義会社法〔第2版〕』（法律文化社、2006年）
- （西山芳喜）『入門講義商法総則・商行為法』（法律文化社、2006年）
- （西山芳喜）『要説会社法〔第2版〕』（法律文化社、2006年）

## 論文
- 「非上場株式の評価」『法政研究』第39巻第2-4号（1973年）